# Til endes
Til endes är det sjätte studioalbumet av det norska black metal-bandet Khold. Albumet utgavs 2014 av skivbolaget Peaceville Records.

## Låtlista
1. "Myr" – 4:15
2. "Skogens øye" –  4:16
3. "Ravnestrupe" – 4:25
4. "Dommens armé" (cover på Sepulturas "Troops of Doom") – 3:23
5. "Til endes" – 3:48
6. "Det dunkle dyp" – 4:30
7. "Avund" – 3:29
8. "Hengitt" – 4:41

- Text: Hildr (alla låtar)
- Musik: Khold (alla låtar utan spår 4, musik: Andreas Kisser, Igor Cavalera, Max Cavalera och Paulo Jr.)

## Medverkande
Musiker (Khold-medlemmar)
- Gard (Sverre Stokland) – sång, gitarr
- Rinn (Geir Kildahl) – gitarr
- Crowbel (Stian M. Kråbøl) – basgitarr
- Sarke (Thomas Berglie) – trummor

Produktion
- Khold – producent
- Fredrik Nordström – ljudtekniker, ljudmix
- Johan Henriksson – ljudtekniker, ljudmix
- Thomas Eberger – mastering
- Asgeir Mickelson – foto
- Hildr (Hilde Nymoen) – sångtexter